# Liga Premier de Hong Kong 2024-25
La temporada 2024-25 de la Liga Premier de Hong Kong fue la 11.ª temporada de la máxima categoría del fútbol en Hong Kong desde 2014. Comenzó el 30 de agosto de 2024 y finalizó el 25 de mayo de 2025.
El Lee Man fue el campeón defensor de la competición.

## Equipos participantes

### Intercambio de plazas
| Pos. | Ascendido de la Primera División de Hong Kong 2023-24 |
| ---- | ----------------------------------------------------- |
| 1.°  | Kowloon City District                                 |

### Información
| Equipo                   | Estadio                             | Capacidad |
| ------------------------ | ----------------------------------- | --------- |
| Eastern SC               | Estadio Mong Kok                    | 6664      |
| HKFC                     | Estadio del Hong Kong Football Club | 2750      |
| Kitchee SC               | Estadio Mong Kok                    | 6664      |
| Kowloon City District SA | Sham Shui Po Sports Ground          | 2194      |
| Lee Man FC               | Tseung Kwan O Sports Ground         | 3500      |
| North District FC        | North District Sports Ground        | 2500      |
| Rangers FC               | Tsing Yi Sports Ground              | 1500      |
| Southern District        | Aberdeen Sports Ground              | 4500      |
| Tai Po FC                | Tai Po Sports Ground                | 3200      |

## Tabla de posiciones
| Pos. | Equipo                   | Pts. | PJ | G  | E | P  | GF | GC | Dif. | Clasificación 2025-26                    |
| ---- | ------------------------ | ---- | -- | -- | - | -- | -- | -- | ---- | ---------------------------------------- |
| 1    | Tai Po FC (C)            | 55   | 24 | 17 | 4 | 3  | 62 | 31 | +31  | Fase de grupos de la Liga de Campeones 2 |
| 2    | Lee Man FC               | 53   | 24 | 17 | 2 | 5  | 54 | 33 | +21  |                                          |
| 3    | Eastern SC               | 51   | 24 | 15 | 6 | 3  | 54 | 25 | +29  | Fase de grupos de la Liga de Campeones 2 |
| 4    | Kitchee SC               | 42   | 24 | 12 | 6 | 6  | 55 | 25 | +30  |                                          |
| 5    | Southern District        | 28   | 24 | 7  | 7 | 10 | 34 | 35 | −1   |                                          |
| 6    | Kowloon City District SA | 24   | 24 | 7  | 3 | 14 | 36 | 65 | −29  |                                          |
| 7    | Rangers FC               | 23   | 24 | 6  | 5 | 13 | 38 | 53 | −15  |                                          |
| 8    | North District FC        | 18   | 24 | 5  | 3 | 16 | 37 | 65 | −28  |                                          |
| 9    | HKFC                     | 11   | 24 | 3  | 2 | 19 | 21 | 59 | −38  |                                          |

Actualizado a los partidos jugados el 25 de mayo de 2025.
 Fuente: SoccerWay
Notas:
1. ↑  Campeón de la Copa FA de Hong Kong 2024-25

## Resultados
| Local \ Visitante | EAS | HKF | KIT | KLC | LEE | NOR | RAN | SOU | TAI |
| ----------------- | --- | --- | --- | --- | --- | --- | --- | --- | --- |
| Eastern SC        | —   | 4–0 | 1–1 | 3–1 | 3–4 | 5–1 | 2–0 | 2–0 | 3–3 |
| HKFC              | 0–2 | —   | 1–3 | 0–2 | 0–4 | 2–0 | 1–3 | 3–4 | 2–0 |
| Kitchee SC        | 3–0 | 4–0 | —   | 6–1 | 1–1 | 5–0 | 8–0 | 1–1 | 0–1 |
| Kowloon City      | 1–1 | 5–3 | 0–5 | —   | 1–2 | 3–4 | 2–0 | 2–1 | 2–5 |
| Lee Man FC        | 1–2 | 3–1 | 4–0 | 3–1 | —   | 4–1 | 2–1 | 1–1 | 3–7 |
| North District FC | 0–1 | 2–1 | 2–2 | 2–3 | 0–3 | —   | 3–3 | 2–3 | 0–3 |
| Rangers FC        | 1–3 | 1–0 | 1–2 | 2–2 | 1–2 | 3–1 | —   | 1–1 | 2–5 |
| Southern District | 0–2 | 3–1 | 1–1 | 0–1 | 1–2 | 2–0 | 1–0 | —   | 1–1 |
| Tai Po FC         | 1–1 | 2–1 | 1–0 | 5–1 | 2–1 | 3–1 | 3–0 | 3–2 | —   |

| Local \ Visitante | EAS | HKF | KIT | KLC | LEE | NOR | RAN | SOU | TAI |
| ----------------- | --- | --- | --- | --- | --- | --- | --- | --- | --- |
| Eastern SC        | —   | 1–1 | 1–1 | –   | –   | 2–1 | –   | 2–1 | –   |
| HKFC              | –   | —   | –   | 0–0 | –   | –   | 1–3 | 1–0 | 0–4 |
| Kitchee SC        | –   | 3–1 | —   | –   | 2–3 | 0–1 | 1–2 | –   | –   |
| Kowloon City      | 1–5 | –   | –   | —   | –   | –   | 0–5 | 0–2 | 1–3 |
| Lee Man FC        | 2–1 | 3–0 | –   | 3–1 | —   | –   | 4–4 | –   | 1–2 |
| North District FC | –   | 3–1 | –   | 3–1 | –   | —   | 4–4 | –   | 1–2 |
| Rangers FC        | 0–4 | –   | 0–1 | –   | 3–0 | –   | —   | –   | 2–3 |
| Southern District | –   | –   | 1–3 | –   | 0–1 | 4–1 | 2–2 | —   | –   |
| Tai Po FC         | 1–3 | –   | 1–2 | –   | 1–0 | –   | –   | 2–2 | —   |

## Máximos goleadores
- Actualizado al 25 de mayo de 2025.
| Rank | Jugador         | Club                     | Goles |
| ---- | --------------- | ------------------------ | ----- |
| 1    | Noah Baffoe     | Eastern SC               | 21    |
| 2    | Everton Camargo | Lee Man FC               | 19    |
| 3    | Lucas Silva     | Tai Po FC                | 18    |
| 4    | Kayron Batista  | Kowloon City District SA | 13    |
| 5    | Lau Chi Lok     | Rangers FC               | 12    |
| 5    | Sherzod Temirov | Kitchee SC               | 12    |
| 7    | Henri Anier     | Lee Man FC               | 11    |
| 8    | Chan Siu Kwan   | Tai Po FC                | 10    |
| 8    | Marcos Gondra   | Eastern SC               | 10    |